# Joachim Moller der Jüngere
Joachim von Moller der Jüngere (auch: Möller; * 25. September 1521 in Hamburg; † 2. August 1588 in Bardowick) war ein herzoglich braunschweig-lüneburgischer Kanzler im Fürstentum Lüneburg.

## Leben
Der Sohn Joachim Mollers des Älteren und der Anna Nigel († 1. April 1574) hatte anscheinend die Gelehrtenschule des Johanneums besucht, nahm im Wintersemester 1536/37 ein Studium an der Universität Wittenberg auf und erwarb dort am 9. Februar 1542 den akademischen Grad eines Magisters an der philosophischen Fakultät. In Wittenberg war er vor allem ein Schüler Philipp Melanchthons, mit dem er zeitlebens im Briefkontakt stand. Dieser widmete ihm auch seine Collatio actionum forensium Atticarum et Romanorum.
Im Anschluss absolvierte er ein juristisches Studium. Dazu bereiste er Italien, frequentierte 1545 die Universität Bologna, die Universität Padua und wurde, nach zwischenzeitlichem Aufenthalt in Wittenberg, am 22. Dezember 1547 an der Universität Ferrara zum Doktor der Rechte promoviert. 1548 kehrte er nach Deutschland zurück, wo er als Rat des Herzogs Franz Otto von Braunschweig-Lüneburg fungierte. Während dieser Zeit vertrat er den Kanzler und beteiligte sich vor allem 1552 bis 1562 am siegreichen Prozess der Herzöge von Braunschweig-Lüneburg gegen die Stadt Lüneburg um den Fortbestand der alten Privilegien des herzoglichen Hauses. Für seine Verdienste erhielt er dafür von den Herzögen das gewonnene Klostergut Heiligenthal bei Lüneburg.
1556 arbeitete er die Anweisungen zu den Kirchenvisitationen des Fürstentums Lüneburg aus. Nachdem er sich auch auf verschiedenen diplomatischen Missionen bewährt hatte, übertrug man ihm 1570 das Kanzleramt des Fürstentums. Aufgrund von gesundheitlicher Einschränkungen gab er dieses jedoch 1573 wieder ab. Trotz alledem blieb er weiterhin Rat des Braunschweig-Lüneburgischen Hauses. Daneben betätigte er sich auch als Rat des dänischen Königshauses, des Herzogtums Mecklenburg-Güstrow, des Grafen Otto von Schaumburg und anderer Herrscher. Es hat sich von ihm aus den Wittenberger Jahren eine Declamatio de exemplo emendati latronis etc. erhalten. Verdienste erwarb er sich durch die Herausgabe von Albert Krantzes Metropolis (Basel 1548 und 1568). 1583 ging er zu seinem Sohn Adolf nach Bardowick, wo er seine letzten Lebensjahre verlebte. Sein Leichnam wurde im Dom von Bardowick beigesetzt.

## Werke
- Dat Slechtbok : Geschlechtsregister der hamburgischen Familie Moller [vom Hirsch] ... – Hamburg : Kellinghusen's Stiftung, 1876. Digitalisierte Ausgabe der Universitäts- und Landesbibliothek Düsseldorf